# Sarfannguit
Sarfannguit est un village groenlandais situé dans la municipalité de Qeqqata près de Sisimiut au sud-ouest du Groenland. La population était de 126 habitants en 2010.